# Mainstage Music
Mainstage Music (dt. Hauptbühnen-Musik) war ein niederländisches Plattenlabel, das im Jahr 2012 vom niederländischen DJ- und Produzenten-Duo W&W alias Willem van Hanegem und Ward van der Harst gegründet wurde. Es gehört zum Major-Label „Armada Music“, hinter dem sich Armin van Buuren versteckt. Das Label ist überwiegend auf die Veröffentlichung von Produktionen aus dem Bereich des Electro-House’ (insbesondere Big-Room) und des Progressive-House’ ausgelegt. Die Wurzeln liegen in der Trance-Musik, in der das Duo zum Zeitpunkt der Labelgründung aktiv war. Mittlerweile sorgen sie ebenfalls für die Veröffentlichung von Hardstyle-Produktionen. Überwiegend erfolgen keine Verpflichtungen für Künstler, die über „Mainstage-Music“ veröffentlichten, wodurch Projekte wie Twoloud und D-Block & S-te-Fan oder Musiker wie Wildstylez und Armin van Buuren teils nur einzelne Lieder über das Label veröffentlichen.
Im Oktober 2018 wurde das Plattenlabel geschlossen und in W&Ws neues Label „Rave Culture“ umgeformt.

## Geschichte
Am 9. April 2012 verkündeten W&W mit den Worten: „We are happy and honoured to start our own label under the wings of Armada, that will showcase our music and the music we love!“ zu deutsch „Wir sind glücklich und geehrt mit unserem eigenen Label unter den Flügeln von Armada durchstarten zu können, das unsere Musik und auch die Musik, die wir lieben repräsentieren soll.“, dass sie ihr eigenes Plattenlabel „Mainstage Music“ gründen.
Die erste Veröffentlichung stellt ihre Single Shotgun vom Duo selber dar. Dieses erfolgte parallel zur Gründung des Plattenlabels am 9. April 2012. Bereits die zweite Veröffentlichung Raptor stammt aus dem Studio anderer Künstler, dem von Bas Van Essen und Rick Mitchells, der auch Jahre später noch auf dem Label aktiv war. Bereits fünf Monate später, am 14. September 2012 erschien die erste Kompilation Mainstage, Vol. 1, die eine Auswahl an Produktionen für „Mainstage“ enthielt. Alle Veröffentlichungen des Labels bis Dezember 2012 entsprechen den Charakterzügen der Trance-Musik. Zudem wird seit 2012 jährlich ein „Best-of-Sampler“ herausgebracht.
Am 3. Dezember 2012 erschien das Lied Lift Off von W&W, das ihren Wechsel zur Big-Room-Musik in die Wege leiten sollte. Auch „Mainstage Music“ erfuhr diese Änderung, so wurde das Jahr 2013 mit der Big-Room-Produktion Ultra von Husman eingeleitet. Lift Off repräsentiert gleichzeitig die erste Veröffentlichung, die in die Charts eintreten konnte. Diese erfolgte in den Niederlanden mit Platz 87 der Top-100.
Erst 2014 gelang dem Label der erste internationale Charterfolg mit dem Lied Bigfoot. Dieses entwickelte sich zu einem der bedeutendsten Big-Room-Veröffentlichungen überhaupt und konnte unter anderem in Deutschland, Österreich und der Schweiz durch die Kooperation mit dem deutschen Plattenlabel „Kontor Records“ Platzierungen in den Top-100. Auch auf Beatport erreichten sie mit Bigfoot erstmals Platz-eins der Charts. Mit der Remix-EP wurden zudem erstmals Genres wie Trap-Hardstyle, und Deep-House abgedeckt. Weiterhin wurde 2014 das Design der Single-Cover neu kreiert. So ist nicht mehr das Logo des Labels auf grauem Grund und der Interpret und Titel mit einer individuellen Farbe auf einem Streifen oben zu sehen, sondern Titel und Interpret in der Mitte des Covers auf einem Titelbezogenen Hintergrund.
Wie eine Reihe anderer Plattenlabel erschien am 12. September 2014 eine EP mit dem Titel #BeatportDecade; Progressive House, die die zehn, auf Beatport erfolgreichsten Tracks des Labels enthält. Anfang 2015 begann sich das Label sein Spektrum an Genres zu erweitern, so erschienen mit Singles von Wildstylez und Noisecontrollers Lieder mit Hardstyle-basierten Sounds und mit Hookah eine erfolgreiche Trap-Produktion. Im Zuge des Ultra Music Festivals wurde am 28. März 2015 im Club Space in Miami das „Mainstage-Music“-Event ausgetragen, bei dem eine Reihe von DJs des Labels, darunter DBSTF, Kenneth G und MOTi auflegten. If It Ain’t Dutch erschien als zweite Armin-van-Buuren-Kollaboration im Dezember 2015 und wurde durch die starke Aufmerksamkeit auf Festivals und in Download-Portalem zu einer der erfolgreichsten Veröffentlichungen des Labels.
2016 veröffentlichte „Mainstage“ den seit 2013 erwarteten Track Live the Night von W&W in Zusammenarbeit mit Hardwell. Ursprünglich sollte das Lied über sein „Revealed“ erscheinen, wogegen sie sich wohl auf Grund der in Planung stehenden Veröffentlichung von Get Down entschieden. Sunlight von Zatox und Let it Move Ya der Bass Modulators bildeten zwei erfolgreiche Hardstyle-Veröffentlichungen aus dem Jahr 2016. Außerdem gelang mit Zantar von Maestro Harrell und NoTech erstmals eine Jungle-Terror-Produktion über „Mainstage“ ans Licht.
Als bekannteste Künstler, die durch „Mainstage“ im Laufe der letzten drei Jahre hervorgebracht wurden gelten der ehemalige Schauspieler Maestro Harrell, Kenneth G und Maurice West. Allesamt weisen sie in ihren Produktionen zudem als Markenzeichen des Labels einige Elemente und Charakterzüge aus W&W-Produktionen auf. Im Zuge dessen wird oft aber auch vermutet, dass W&W an den meisten Tracks vor der Veröffentlichung beteiligt sind.
Mit der Promoaktion zu W&Ws bevorstehender Single Rave Culture wurde am 1. Oktober 2018 auch angekündigt, dass das Plattenlabel in der Form als „Mainstage Music“ nicht mehr fortgeführt wird. Zeitgleich verkündeten sie die Gründung ihres neuen Plattenlabels „Rave Culture“.

## Künstler

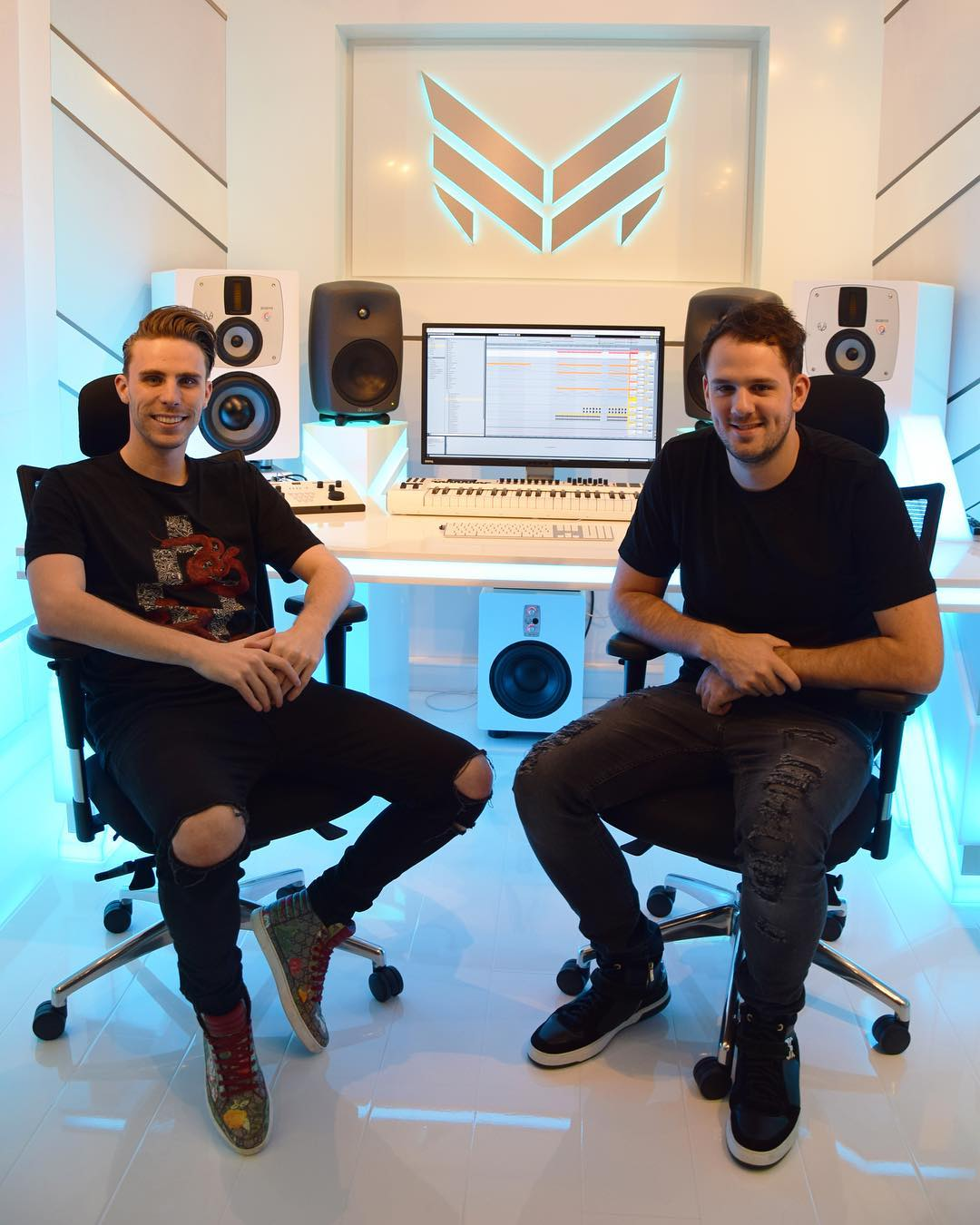
Die Gründer W&W

Folgende Künstler sind fest bei „Mainstage Music“ unter Vertrag:
- Crystal Lake
- DBSTF
- Happy Enemies
- Holl & Rush
- Jetfire
- Kenneth G
- Maestro Harrell
- Mark Sixma
- Markus Schulz
- Maurice West
- NoTech
- Ørjan Nilsen
- Qulinez
- Reez
- Reggio
- Rick Mitchells
- Sandro Silva
- TWIIG
- W&W
- Zack Martino
- Zaxx

## Veröffentlichungen
Die Veröffentlichungen erscheinen in der Regel montags. Ausnahmen bilden Lieder, bei denen Chart-Potenzial vermutet wird, was meist W&Ws Lieder betrifft sowie die Kompilationsalben. Da die Chartwochen meist freitags beginnen, kann man diese eben dann in sämtlichen Online-Stores finden. Der offizielle YouTube-Kanal von „Mainstages“ Major-Label „Armada Music“ lädt sämtliche Veröffentlichungen auf die Video-Plattform hoch. Diese sind allesamt in einer einzelnen Playlist abrufbar. Die Uploads zählen in der Regel zwischen 100 Tausend und einer Million Aufrufe, kommerziell erfolgreiche Tracks und offizielle Musikvideos zählen meist mehrere Millionen Aufrufe. Während im ersten Jahr lediglich 9 Veröffentlichungen erfolgten, zählten das Jahr 2016 bereits 24 Single-Veröffentlichungen.

## Diskografie
Seit Gründung konnten 2 Veröffentlichungen Platz 1 der Beatport-Charts erreichen, 2 Lieder erreichten bisher Platzierungen in den offiziellen Single-Charts, mit Bigfoot und Live the Night stammen beide aus dem Studio von W&W. Die „Mainstage“-Veröffentlichungen Lift Off und The Code gelangten zudem in die Top-100 der Niederlande. Live the Night und Caribbean Rave konnten zudem in die belgischen inoffiziellen Tip-Charts vorrücken.

### Mainstage-Kompilations-Alben
2012:
- Mainstage, Vol. 1 – Sampler Part 1
- Mainstage, Vol. 1 – Sampler Part 2
- Mainstage Music – Best Of 2012

2013:
- Mainstage Music – Top 10 2013.01
- Mainstage Music – Best of 2013

2014:
- Mainstage #BeatportDecade Progressive House
- Mainstage Music – Best of 2014

2015:
- Mainstage Music – Best of 2015 (Extended Version)

2016:
- Mainstage Music Top 10 (2016) – Extended Versions